# NGC 7253
NGC 7253 est une paire de galaxies spirales située dans la constellation de Pégase. Cette paire de galaxies a été découverte l'astronome germano-britannique Albert Marth en 1863.

## Description
NGC 7253 figure dans l'atlas des galaxies particulières d'Halton Arp sous la cote Arp 278, comme exemple de galaxies en interaction gravitationnelle.
La galaxie au nord est PGC 68572, aussi désignée comme NGC 7253A. Sa vitesse par rapport au fond diffus cosmologique est de 4 235 ± 24 km/s, ce qui correspond à une distance de Hubble de 62,5 ± 4,4 Mpc (∼204 millions d'al). L'autre galaxie de la paire est PGC 68573, aussi désignée comme NGC 7253B. Sa vitesse par rapport au fond diffus cosmologique est de 4 165 ± 24 km/s, ce qui correspond à une distance de Hubble de 61,4 ± 4,3 Mpc (∼200 millions d'al).
En raison d'une brillance de surface égale à 14,06 mag/am2, on peut qualifier PGC 68573 de galaxie à faible brillance de surface (LSB en anglais pour low surface brightness). Les galaxies LSB sont des galaxies diffuses (D) avec une brillance de surface inférieure de moins d'une magnitude à celle du ciel nocturne ambiant.
La luminosité de la paire de galaxies NGC 7233 dans l'infrarouge lointain (de 40 à 400 µm)  est égale à 6,76 × 1010 {\displaystyle L_{\odot }} (1010,83{\displaystyle L_{\odot }}) et sa luminosité totale dans l'infrarouge (de 8 à 1 000 µm) est de 8,51 × 1010 {\displaystyle L_{\odot }} (1010,93{\displaystyle L_{\odot }}).
Selon la base de données Simbad, NGC 7253 est une candidate au titre de galaxie à noyau actif.
À ce jour, cinq mesures non basées sur le décalage vers le rouge (redshift) donnent une distance de 63,720 ± 6,987 Mpc (∼208 millions d'al), ce qui est à l'intérieur des valeurs de la distance de Hubble. Pour PGC 68573, il existe quatre mesures indépendantes dont le résultat donne 43,275 ± 9,931 Mpc (∼141 millions d'al), ce qui est nettement à l'extérieur des valeurs de la distance de Hubble. Notons cependant que c'est avec la valeur moyenne des mesures indépendantes, lorsqu'elles existent, que la base de données NASA/IPAC calcule le diamètre d'une galaxie et qu'en conséquence le diamètre de PGC 68573 pourrait être d'environ 31,1 kpc (∼101 000 al) si on utilisait la distance de Hubble pour le calculer.

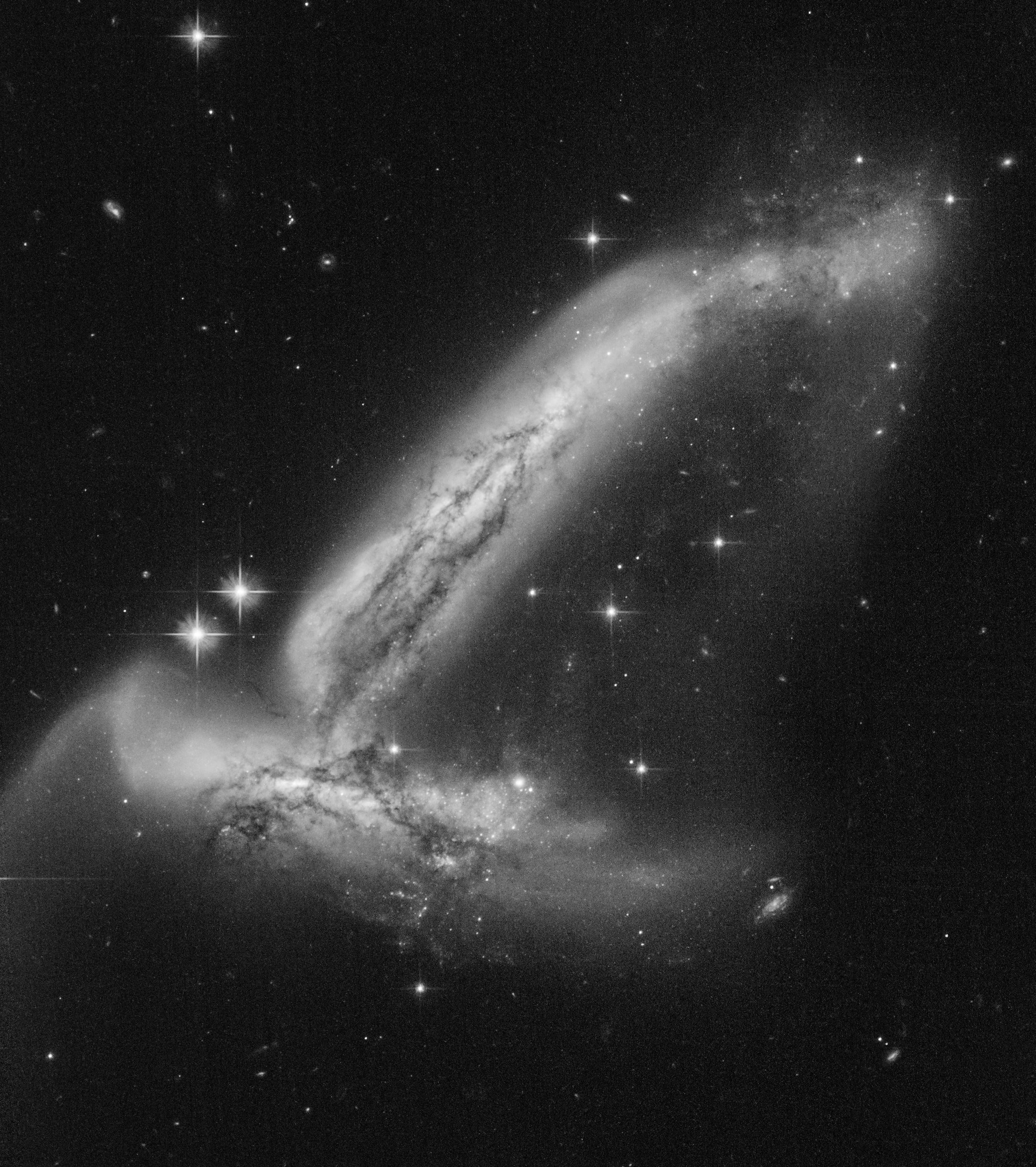
NGC 7253 selon les données du télescope spatial Hubble (traitement des données par Judy Schmidt).